# Mágové Megas Tu
Mágové Megas Tu je osmá epizoda první řady animovaného seriálu Star Trek. Premiéra epizody v USA proběhla 27. října 1973, v České republice 23. listopadu 1997.

## Příběh
Píše se hvězdné datum 1254,4. Hvězdná loď USS Enterprise (NCC-1701) pod velením kapitána Jamese Kirka míří do středu naší galaxie, kde má ověřit teorii, že dodnes od velkého třesku v tomto místě vzniká hmota. Tamní prostředí připomíná spíše kombinaci bouřek a hurikánů.
Když lodi hrozí rozlomení trupu, pan Spock navrhuje dostat se do středu jevu, protože existuje naděje na oko hurikánu. Uvnitř bouře skutečně panuje klid, ale všechny systémy lodi začnou kolabovat a to i podpora života. Na poslední moment, před ztrátou vědomí se na můstku objevuje svalnatý muž s rohy a kopyty místo chodidel.
Muž připomínající ďábla posádce pomáhá a představuje se jako Lucien. Záhy přenáší kapitána, doktora McCoye a pana Spocka pryč z lodi. Dostávají se do Megas Tu. Město Megas Tu je domovem civilizace mágů, zvaných Megané. Vysvětluje také, že již byli i na Zemi, kde jejich přirozená moc byla označována za kouzla. Náhle Lucien rozhovor ukončil a rychle poslal všechny zpět na Enterprise.
Spock na lodi zkouší svou teorii, jestli schopnosti jsou darem jenom Meganů nebo je to vliv prostředí a může jí ovládat také. Skutečně po krátkém psychickém cvičení dokáže většina posádky základní „kouzla“. Když se vrací Lucien, objevují Enterprise i ostatní Megané a chtějí posádku soudit za svou krutost a zlou povahu.
Posádka se objevuje v pranýřích. Spock poznává, že jde o iluzi města Salem ve státě Massachusetts, kde roku 1691 proběhl salemský čarodějnický případ. Asmodeus, představený Meganů, zahajuje soud a objasňuje posádce, že při jejich návštěvě Země byli posléze pronásledováni a upalováni inkvizicí. Z jeho řeči je patrné, že Megané mají obavu, že lidé přišli na Megas Tu pro dokonání hrůzného stíhání.
Role obhájce se ujímá pan Spock, protože sám nepatří k lidskému druhu. Daří se mu přesvědčit, že posádka Enterprise je skutečně nevinná a lidstvo se od dob Salemu změnilo. Ovšem Asmodeus chce uvěznit Luciena. Tomu chce Kirk zabránit za každou cenu i při použití nově nabytých schopností. Asmodeus Kirka upozorňuje, že jeho další jméno je třeba pokušitel nebo také Lucifer, ale Kirk trvá na svém.
Jeho snaha je Asmodeem oceněna jako důkaz jejich záměrů a vysvětluje, že šlo pouze o test, zdali opravdu jsou jejich úmysly čisté. Zpět na Enterprise se McCoy ptá, jestli mohlo jít o pravého Lucifera. Spock dodává, že pokud ano, tak to bylo podruhé, co byl zavržen, ale také tento den Kirkem spasen.